# Estola griseostictica
Estola griseostictica là một loài bọ cánh cứng trong họ Cerambycidae.